# جون ديفيز (سباح)
جون ديفيز (بالإنجليزية: John Davies)‏ (17 مايو 1929 – 24 مارس 2020) هو سباح، وقاضي، ومحامي، من أستراليا، مثّل بلاده في الألعاب الأولمبية الصيفية 1952، والألعاب الأولمبية الصيفية 1948، وسباحة في الألعاب الأولمبية الصيفية 1952 – رجال 200 متر صدر ‏.

## وصلات خارجية
- جون ديفيز على موقع قاعة مشاهير السباحة العالمية (الإنجليزية)
- جون ديفيز على موقع أوليمبيديا (الإنجليزية)
- جون ديفيز على موقع قاعة أستراليا للمشاهير الرياضية (الإنجليزية)